# Пужоль, Монсеррат
Монсерра́т Пужо́ль Ховаль (исп. Montserrat Pujol Joval; род. 27 апреля 1979, Андорра-ла-Велья) — легкоатлетка из Андорры. Представляла клуб CAV Andorra. Выступала на Олимпийских играх в Пекине в беге на 100 метров. Стартовала в 7-м предварительном забеге и заняла 7-е место с результатом 12,73 сек, не прошла в финальный раунд, опередив лишь спортсменок с Никарагуа Джессику Агилеру и Соломоновых островов Полин Квалеа.
Неоднократная чемпионка Андорры. Владеет национальными рекордами в беге на 200, 60 и 110 метров с барьерами, эстафете 4×200 метров и 4x400 метров, толкании ядра, прыжке в длину и тройном прыжке, пятиборье и семиборье.
На первые Европейские игры в Баку ездила уже в качестве тренера.

## Результаты выступлений
| Год  | Турнир                         | Место проведения          | Место | Дисциплина       | Результат |
| ---- | ------------------------------ | ------------------------- | ----- | ---------------- | --------- |
| 1997 | Чемпионат Европы среди юниоров | Любляна, Словения         | —     | тройной прыжок   | —         |
| 1998 | Чемпионат Европы в помещении   | Валенсия, Испания         | 11    | прыжок в длину   | 5.44      |
| 2001 | Игры малых государств Европы   | Серравалле, Сан-Марино    | 2     | прыжок в длину   | 5.65      |
| 2001 | Игры малых государств Европы   | Серравалле, Сан-Марино    | 1     | тройной прыжок   | 11.57     |
| 2001 | Чемпионат мира                 | Эдмонтон, Канада          | 47    | 100 м            | 13.38     |
| 2001 | Средиземноморские игры         | Радес, Тунис              | 11    | прыжок в длину   | 5.42      |
| 2001 | Средиземноморские игры         | Радес, Тунис              | 10    | тройной прыжок   | 11.70     |
| 2005 | Игры малых государств Европы   | Андорра-ла-Велья, Андорра | 6     | эстафета 4×100 м | 51.17     |
| 2005 | Игры малых государств Европы   | Андорра-ла-Велья, Андорра | 3     | прыжок в длину   | 5.75      |
| 2005 | Игры малых государств Европы   | Андорра-ла-Велья, Андорра | 2     | тройной прыжок   | 12.20     |
| 2005 | Чемпионат мира                 | Хельсинки, Финляндия      | 45    | 100 м            | 13.01     |
| 2006 | Чемпионат мира в помещении     | Москва, Россия            | 32    | 60 м             | 8.30      |
| 2007 | Игры малых государств Европы   | Фонвьей, Монако           | 3     | прыжок в длину   | 5.58      |
| 2007 | Игры малых государств Европы   | Фонвьей, Монако           | 4     | тройной прыжок   | 11.91     |
| 2008 | Олимпийские игры               | Пекин, КНР                | 67    | 100 м            | 12.73     |
| 2009 | Игры малых государств Европы   | Никосия, Кипр             | 8     | прыжок в длину   | 5.40      |
| 2009 | Игры малых государств Европы   | Никосия, Кипр             | 6     | тройной прыжок   | 11.89     |